# Air One
Pour les articles homonymes, voir ADH.
The One You Choose (2008)
My number one (2010)

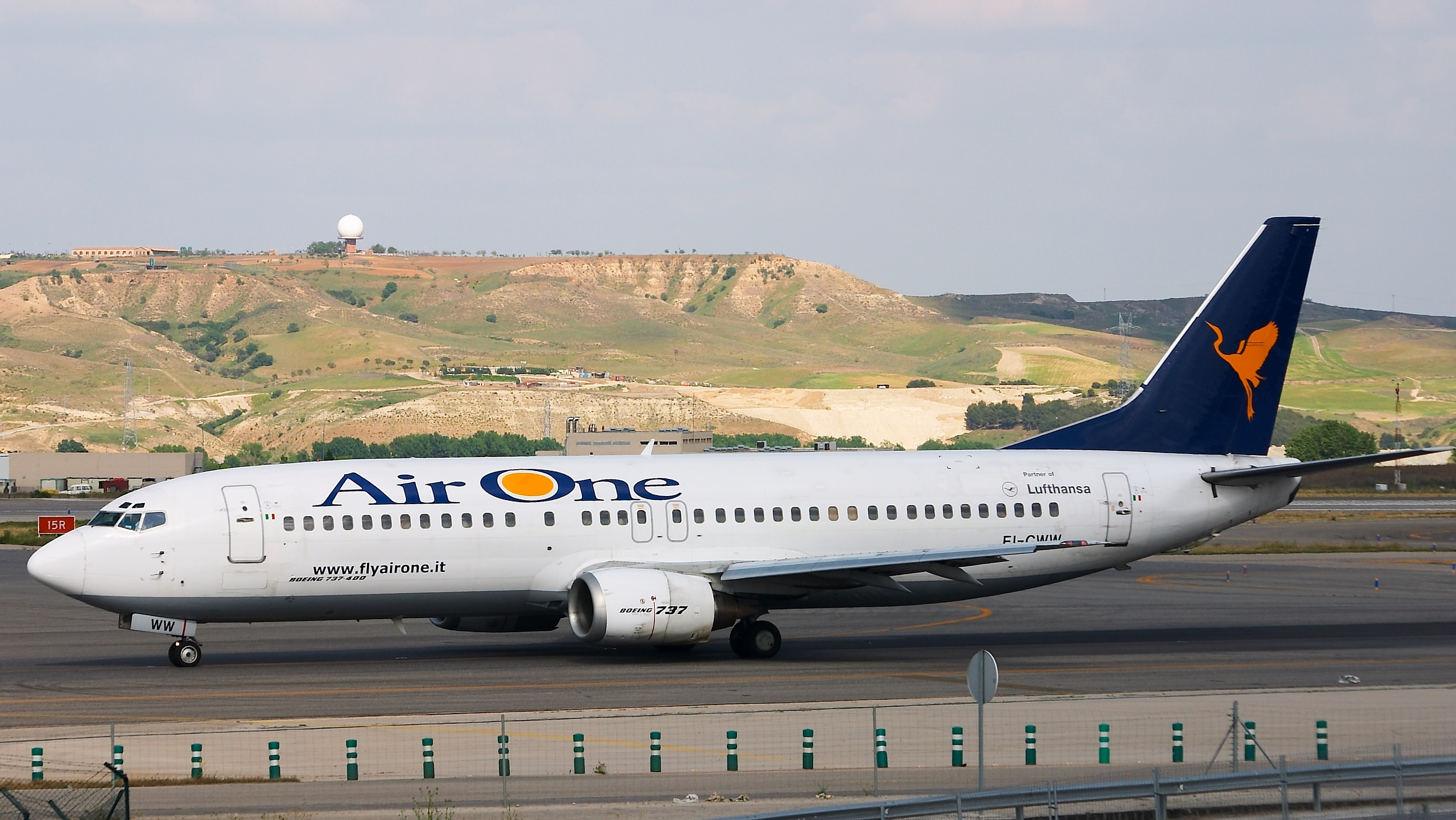
Air One, Boeing 737-400

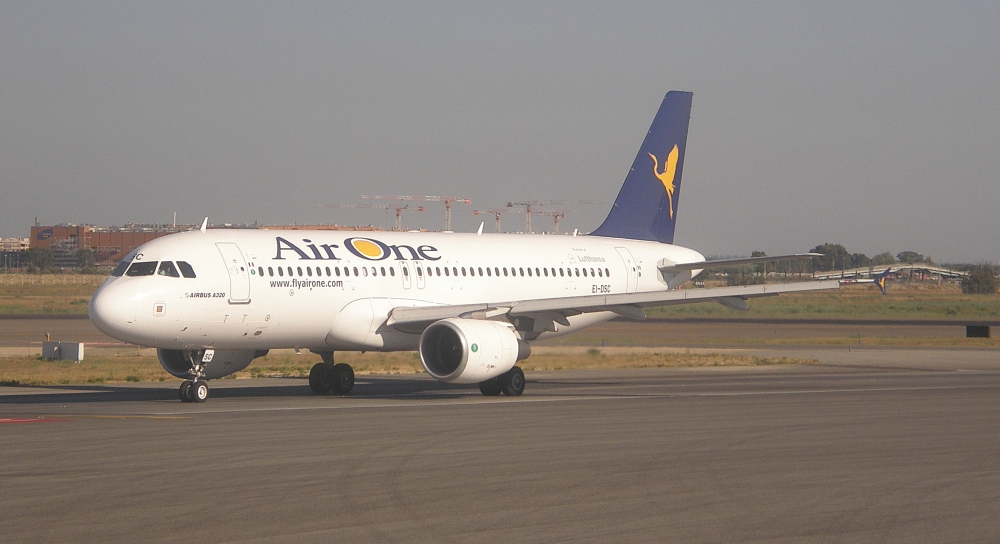
Air One, Airbus A320-200

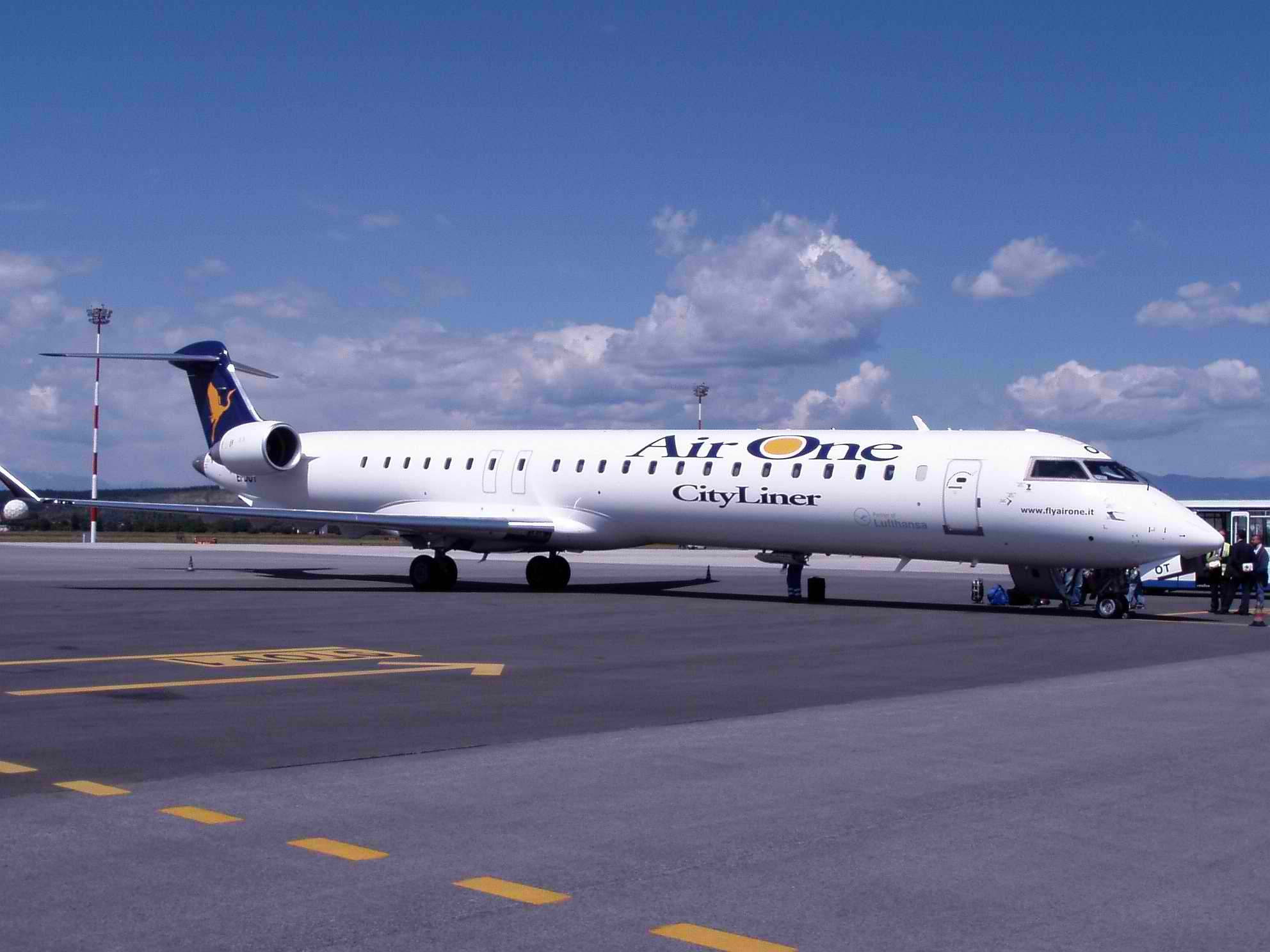
Air One CityLiner, Bombardier CRJ-900

Air One (code AITA : AP ; code OACI : ADH) était une compagnie aérienne qui appartenaient à la nouvelle Alitalia. Elle tirait son origine de l’Aliadriatica, fondée en 1983 à Pescara dans les Abruzzes (et dont le siège était depuis fixé à Chieti). Elle fusionna le 30 décembre 2008 avec la nouvelle Alitalia CAI, en conservant la marque et son indépendance.
Elle opérait 280 vols par jour, soit 100 000 par an, en Europe et jusqu'aux États-Unis.
À seule fin d'optimiser ses groupes, à savoir afin de réduire ses effectifs et appareils ainsi que d'améliorer sa productivité, Alitalia remplaça le 1er octobre 2014 la plupart des vols d'Air One. D'autres vols furent abandonnés. En effet, à la suite de la participation d'Etihad Airways dans la compagnie italienne, l'activité d'Air One se terminera drastiquement et définitivement en 2014.

## Histoire
La compagnie appartenait à AP Holding du groupe Toto qui en contrôlait 98 % (génie civil : Toto Costruzioni Generali S.p.A., dirigé par Carlo Toto). Ce dernier est partie prenante dans la Compagnie aérienne italienne (CAI) qui a racheté les actifs d'Alitalia. Air One et Alitalia font désormais partie du même groupe intégré depuis le 13 janvier 2009. L'achat (closing) a été signé le 30 décembre 2008 entre AP Holding et la CAI, avec changement de propriété pour Air One, Air One CityLiner, EAS (European Avia Service) et Air One Technic. Le groupe Toto a ainsi investi 60 millions d'euros dans la nouvelle Alitalia. La CAI a également obtenu que le groupe Toto lui fournisse, en crédit-bail opérationnel, ses aéronefs, y compris 81 Airbus ultérieurs, en plus de ceux actuellement dans sa flotte, comprenant 57 Airbus A320 et 24 long-courriers (parmi lesquels des Airbus A350). Air One a apporté ainsi à la nouvelle Alitalia sa part de marché (50 % du marché italien, plus de 8 millions de passagers transportés en 2008) ainsi que 56 aéronefs (26 Airbus A320, 2 Airbus A330, 18 Boeing 737 et 10 CRJ 900).
En juin 1994, Aliadriatica acheta un Boeing 737-200 pour effectuer des vols moyen-courrier.
Le 23 novembre 1995 fut choisi le nouveau nom Air One (qui, tout attaché, signifie aussi héron en italien — d’où le symbole de la compagnie) et elle effectua des vols entre Rome et Milan (en sus de la seule compagnie autorisée à y effectuer des vols, Alitalia).
En 1995, la dénomination Air One fut formellement adoptée par la compagnie.
Air One ne participe plus au programme de fidélisation Miles & More de la compagnie Lufthansa dès 2008. En effet, depuis sa fusion avec Alitalia, le programme de fidélisation de cette dernière compagnie, MilleMiglia, est le seul programme.
C'était la principale compagnie aérienne privée en Italie. En 2006, elle avait dépassé les 33 % du marché national italien pour dépasser 50 % au second semestre 2008 (avec plus de 8 millions de passagers sur l'année), en tant que bas-coût. Avec un effectif de 2 800 personnels (y compris les filiales), elle effectuait des vols à destination de 23 villes italiennes et 8 villes à l'étranger (Londres, Berlin, Paris, Athènes, Copenhague, Vienne, Toulon et Zurich)
Elle avait transporté en 2003 près de 5 millions de passagers (+ 21,8 % par rapport à 2002 — et plus de 5 millions en 2004). En 2006, elle avait transporté environ 6,3 millions de passagers. Ses deux principales plateformes de correspondance étaient Milan Malpensa et Rome Fiumicino, avec pour hubs secondaires, Turin et Naples.
En 2006, son chiffre d'affaires a atteint 611,5 millions d'euros (+ 24 % par rapport à 2005). Elle disposait alors d’une flotte de 30 Boeing 737, ce qui la situe au 2e rang des compagnies italiennes, juste derrière Alitalia, avec environ 15 % du trafic intérieur.
Le 8 mai 2007, Air One a passé une commande ferme de 50 Airbus A320 afin de renforcer son reseau européen, ce qui, ajoutés aux 30 Airbus A320 commandés en 2004 (devenus 35 puis 40), porte la commande à 90 A320 au total — qui seront livrés, un par mois, avec comme échéance finale 2012 (les 8 premiers A320 sont déjà opérationnels). Cette commande en fait un des principaux clients d'Airbus.
Un plan industriel pour 2007-2011 confirme cette croissance : 10 nouveaux CRJ 900 ont été achetés (livrés en mai 2007 pour les deux derniers). Fin 2007, la flotte sera donc composée de 56 aéronefs : 18 Boeing 737, 26 Airbus A320, 10 CRJ 900, 1 Avro 70. Un premier Airbus A330 a été livré à la compagnie à la mi-février 2008.
À la suite de la fusion, la plupart des A320 et des A330 furent progressivement transférés à Alitalia tandis que ceux qui étaient commandés sont livrés à celle-ci. Par conséquent, ancien contrat d'Air One contribue à moderniser la flotte de cette compagnie italienne. Surtout, ses MD-83 et B767 vieillis furent éliminés grâce à de nombreux appareils neufs d'Air One.

## Destinations
Saison AITA hiver 2008/2009 (avant la fusion avec Alitalia)
- domestiques
  - Alghero, Bari, Brindisi, Cagliari, Catane, Gênes, Lamezia Terme, Milan-Linate, Milan-Malpensa, Naples, Palerme, Pescara, Pise, Rome-Fiumicino, Turin, Trieste, Venise.
- destinations internationales
  - Athènes, Londres-City.

Saison AITA hiver 2009/2010 (presque un an après la fusion avec Alitalia)
Saison AITA été 2010
- domestiques
  - Alghero, Bari, Brindisi, Catania, Lamezia Terme, Milano Malpensa, Napoli, Olbia, Palermo, Trapani.
- destinations internationales
  - Ibiza, Il Cairo, Palma di Maiorca, Tirana, Tunisi.

En février 2013, Air One dessert 31 aéroports en Italie, Europe et Afrique du nord :
 Italie
- Catane Base
- Milan – Malpensa Base
- Pise Base
- Venise – Marco Polo Base
- Alghero
- Bari
- Brindisi
- Cagliari
- Lamezia Terme
- Naples
- Olbia
- Palerme
- Trapani
- Turin
- Vérone

 Grèce
- Athènes
- Héraklion
- Mykonos
- Rhodes

 Espagne
- Ibiza
- Minorque
- Palma de Majorque
- Copenhague

 République tchèque
- Prague

 Russie
- Saint Petersburg
- Moscou – Cheremetyevo (à partir du 24 avril) [2]
- Rostov (à partir du 27 juin)
- Samara (à partir du 15 juin)

 Albanie
- Tirana

 Tunisie
- Tunis

 Pologne
- Varsovie

## Flotte
En septembre 2014, Air One exploitait 10 appareils, avant qu'Alitalia ne remplace la plupart de ses vols le 1er octobre 2014 :

### Historique de la flotte
56 aéronefs, janvier 2009 (avant la fusion avec Alitalia)
- 2 Airbus A330-200
- 26 Airbus A320-200
- 4 Boeing 737-300
- 14 Boeing 737-400
- 10 Bombardier CRJ-900 (opéré par Air One CityLiner)

36 aéronefs, décembre 2009 (presque un an après la fusion avec Alitalia)
- 9 Airbus A320-200
- 3 Boeing 737-300
- 14 Boeing 737-400
- 10 Bombardier CRJ-900 (opéré par Air One CityLiner)

17 aéronefs, avril 2010
- 1 Boeing 737 EI-DOH
- 11 Boeing 737 EI-COH / OI / OJ / WE / WF / WW / WX / EI-DMR / OS / OV / XC / XG
- 3 Airbus A320-216 EI-DSR / S / T
- 2 Airbus A320-214 I-WEBA / BB (précédemment Volare Web)

5 aéronefs, novembre 2010
- 3 Airbus A320-216 EI-DSR / S / T
- 2 Airbus A320-214 I-WEBA / BB (précédemment Volare Web)

## Corporate Data
- Nom : Air One S.p.A. - Società soggetta all'attività di direzione e coordinamento di Alitalia S.p.A., Azionista unico
- Siège social : Viale Abruzzo, 410 - 66020 Chieti
- Codice fiscale e Iscrizione a Reg. Imprese : n. 01058580687
- Partita Iva : 01627210691
- Repertorio Economico Amministrativo Chieti : 100182
- Capital social : € 50.000.000,00 i.v